# 1000-летие Ярославля

Эмблема 1000-летия Ярославля.

1000-летие Ярославля — 1000-летний юбилей российского города Ярославля, центра Ярославской области. Ярославль, один из древнейших и крупнейших городов в стране, имеет большое историческое, культурное и промышленное значение. Подготовка к празднованию общероссийского масштаба началась в 2003 году. Основные торжественные мероприятия проводились с 10 по 12 сентября 2010 года.

## Дата
Официальной датой основания Ярославля является 1010 год. Считается, что Ярославль был заложен князем Ярославом Мудрым в период его Ростовского княжения (988—1010 годы). В 1958—1959 годах ярославский краевед М. Г. Мейерович обосновал надуманность распространённых ранее версий о более поздних датах, и в 1960 году было отпраздновано 950-летие города.
Постановлением губернатора Ярославской области от 22 апреля 2003 года одобрена инициатива мэрии Ярославля по подготовке и проведению в мае 2010 года 1000-летнего юбилея основания города Ярославля. Указом президента Российской Федерации от 8 июля 2003 года принято предложение администрации Ярославской области о праздновании 1000-летнего юбилея в 2010 году.
Хотя традиционно день города в Ярославле проводится в последнюю субботу мая, основные мероприятия праздника 1000-летия было решено перенести на 10—12 сентября, чтобы продлить период подготовки к юбилею за счёт летнего сезона.

## Подготовка

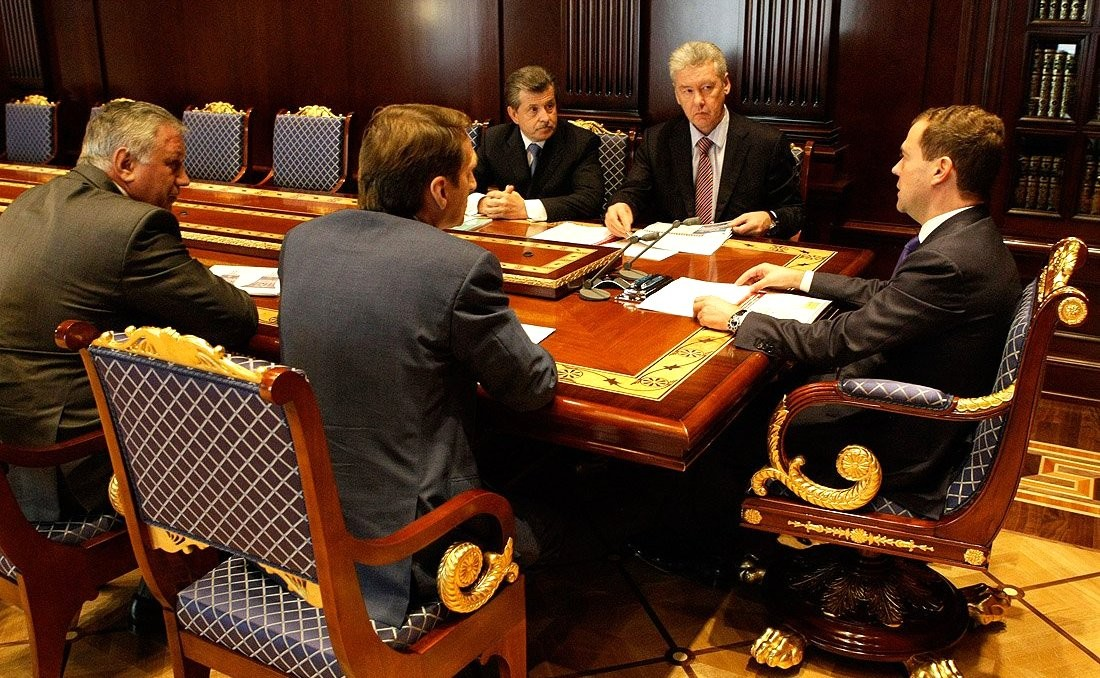
Совещание по подготовке к празднованию 1000-летия Ярославля

В 2003 году была образована областная комиссия (с 2008 года — региональный организационный комитет) по подготовке и проведению 1000-летнего юбилея под председательством губернатора Ярославской области Анатолия Лисицына, с 25 декабря 2007 года — губернатора Сергея Вахрукова. В 2007 году была образована городская комиссия по подготовке юбилея под председательством мэра Ярославля Виктора Волончунаса. В 2008 году была образована государственная комиссия по подготовке к празднованию под председательством Президента Российской Федерации Дмитрия Медведева.
28 декабря 2005 года муниципалитет Ярославля создал НКО «Городской фонд содействия подготовке 1000-летия Ярославля», главной задачей которого было привлечение пожертвований. В Департаменте социально-экономического развития города было образовано Управление инвестиционной деятельности и подготовки к 1000-летию Ярославля. В Правительстве области в 2008 году было создано Управление по подготовке к 1000-летию города Ярославля.
Распоряжением Правительства РФ от 7 сентября 2006 года утверждён план основных мероприятий, связанных с подготовкой и проведением празднования. Согласно ему за 2008—2010 годы на основные мероприятия предполагалось потратить 28,194 млрд рублей, в том числе из федерального бюджета 13,873 млрд рублей, из областного и городского — 8,954 млрд рублей, из иных источников — 5,367 млрд рублей. Постановлением Администрации Ярославской области от 22 ноября 2006 года утверждён план мероприятий, связанных с подготовкой и проведением празднования. Предполагалось за 2006—2010 годы потратить на мероприятия областного значения 1,644 млрд рублей, в том числе 1,606 млрд рублей из областного бюджета и 0,038 млрд рублей из внебюджетных источников.

## Эмблема и талисман
В результате конкурса в 2004 году были выбраны эмблема и талисман праздника.
Эмблема-символ расположена на белом фоне. Основной её цвет — синий, под флаг Ярославля. В центре расположена белая надпись «Ярославль». Эмблема увенчана золотым числом 1000, оформленным в форме куполов-луковиц — «визитных карточек города». Золотой цвет также напоминает о гербе и флаге города, где им окрашены шапка Мономаха и секира медведя. Под основной частью эмблемы — красная и синяя волны, вместе с белым фоном отсылающие к флагу России. Синяя волна также символизирует реку Волгу, на которой расположен Ярославль. Помимо квадратного существует вариант эмблемы, в котором между куполами и надписью «Ярославль» вставлен щит герба города (с изображением медведя с секирой). Автор эмблемы — ярославский художник и дизайнер Николай Кошкин.

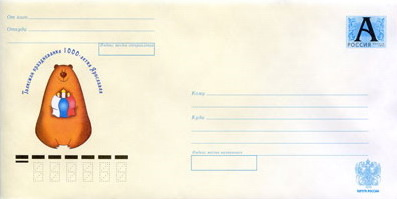
Талисман 1000-летия на конверте.

Талисманом является сидящий медвежонок в форме усечённого конуса, держащий в руках купола и флаг России. На пузе у медвежонка написано «1000 Ярославль». Авторы талисмана Маргарита Нагибина и Инна Мурашова.
Исключительное право на использование эмблемы и талисмана передано НКО «Городской фонд содействия подготовке 1000-летия Ярославля». Было разрешено некоммерческое использование эмблемы на мероприятиях, проводимых мэрией, районами и организациями всех форм собственности. Право на коммерческое использование эмблемы выкупили ряд товаропроизводителей.

## Мероприятия

### Федеральное значение
Проекты, финансировавшиеся федеральным, областным и городским бюджетами и из внебюджетных источников.
1. Международный фестиваль театрального искусства «Волкову, Волкову, Волкову всем мы обязаны!»; вручение премии Российской Федерации имени Ф. Г. Волкова (2006—2010 годы)[комм. 1].
2. Международный симпозиум по горячим эмалям, посвящённый 1000-летию г. Ярославля (2010 год)[комм. 1].
3. Музейно-выставочные мега-проекты (2006—2010 годы), в. т. ч. «Ярослав Мудрый и его время», «Золотой век Ярославля». Концепция в связи с нехваткой финансирования была пересмотрена. Экспозиция откроется в августе-сентябре 2010 года и будет состоять из 2 частей: 1) история города до начала XIII века на основе материалов, полученных в раскопках 2004—2008 годов; 2) результаты раскопок фундамента Спасо-Преображенского собора XIII—XV веков[20].
4. Большое музыкальное посвящение г. Ярославлю «Музыка тысячелетия»[комм. 1]: 1) международный фестиваль хоровой и колокольной музыки «Преображение» (2006—2010 годы); 2) музыкальная феерия «Звёзды над Волгой» (2010 год).
5. Включение юбилея в Список памятных дат ЮНЕСКО (2009 год) и проведение юбилейных презентаций в штаб-квартире ЮНЕСКО в Париже (февраль 2010 года). Участвовали первые лица области и города, деятели искусства и представители деловых кругов[21][22][23].
6. Всероссийский конкурс исследовательских краеведческих работ учащихся, участников туристско-краеведческого движения «Отечество» (2010 год).
7. Российская научная конференция школьников «Открытие» (2009, 2010 годы).
8. Общероссийский форум, посвящённый 45-летию полёта первой женщины-космонавта Валентины Терешковой. 30 мая 2008 года в Ярославле прошла Всероссийская конференция «Актуальные проблемы космонавтики и современного общества», в которой участвовали более 250 человек[24].Почтовый блок «1000 лет Ярославлю». Изображены река Которосль, памятник Ярославу Мудрому и Богоявленская церковь.

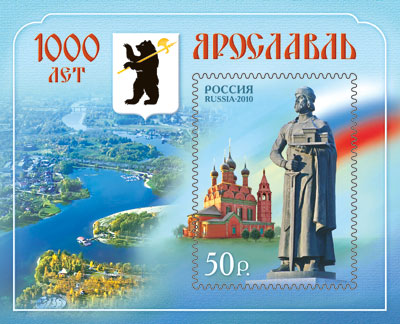
Почтовый блок «1000 лет Ярославлю». Изображены река Которосль, памятник Ярославу Мудрому и Богоявленская церковь.

9. Издание государственных знаков почтовой оплаты, посвящённых 1000-летию. Были выпущены конверты с изображениями ярославских объектов: 2006 год (общий тираж 2 млн экземпляров) — УКСК «Арена-2000 Локомотив», Демидовский столп, средневековая гравюра с видом Ярославля; 2009 год (по 500 тысяч экземпляров) — Дворец спорта «Торпедо», Толгский монастырь, Юбилейный мост, Ярославский зоопарк; 2010 год (500 тысяч экземпляров) — талисман празднования 1000-летия Ярославля, ещё 3 вида конвертов, конверт первого дня с оригинальной маркой с гербом Ярославля (1,5 млн экземпляров, торжественное спецгашение 27 августа), почтовый блок с маркой с памятником Ярославу Мудрому и Богоявленской церковью (10 сентября; 100 тысяч экземпляров)[25].
10. Выпуск серии памятных монет, посвящённых 1000-летию (2009—2010 годы). Монеты вышли в обращение в первого апреля 2010 года. Выпущены 3 монеты из серебра 925-й пробы с изображениями храмового комплекса в Коровниках, Речного вокзала и третья с изображением нескольких архитектурных памятников и сцен из истории города; 2 монеты из золота 999-й пробы с изображениями церкви Иоанна Предтечи и Спасо-Преображенского монастыря. Также юбилею Ярославля будут посвящены 3 вида серебряных доллара Ниуэ, выпущенных монетным двором Германии: на них появятся Спасо-Преображенский монастырь, церковь Ильи Пророка и эмблема 1000-летия[26]. Реверс трёхрублёвой серебряной монеты с изображением речного вокзала

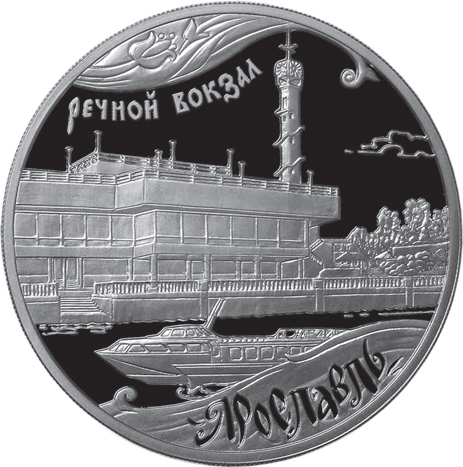
Реверс трёхрублёвой серебряной монеты с изображением речного вокзала

11. Проведение Дней славянской письменности и культуры, исторических конференций в г. Ярославле (2010 год)[комм. 1]. В связи с тем, что оргкомитет российских Дней славянской письменности и культуры решил как раз с 2010 года закрепить основные празднования за Москвой, в Ярославле прошли мероприятия только областного масштаба, без помощи федеральных средств[27]. 25 рублей с храмовым ансамблем в Коровниках200 рублей с Архитектурной панорамой Ярославля50 рублей с Церковью Иоанна Предтечи10 000 рублей со Спасо-Преображенским монастырём

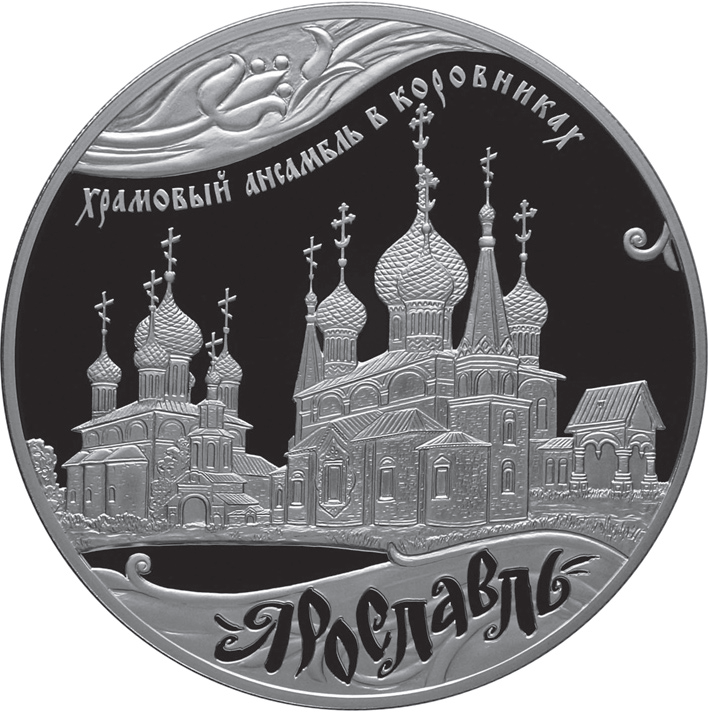
25 рублей с храмовым ансамблем в Коровниках

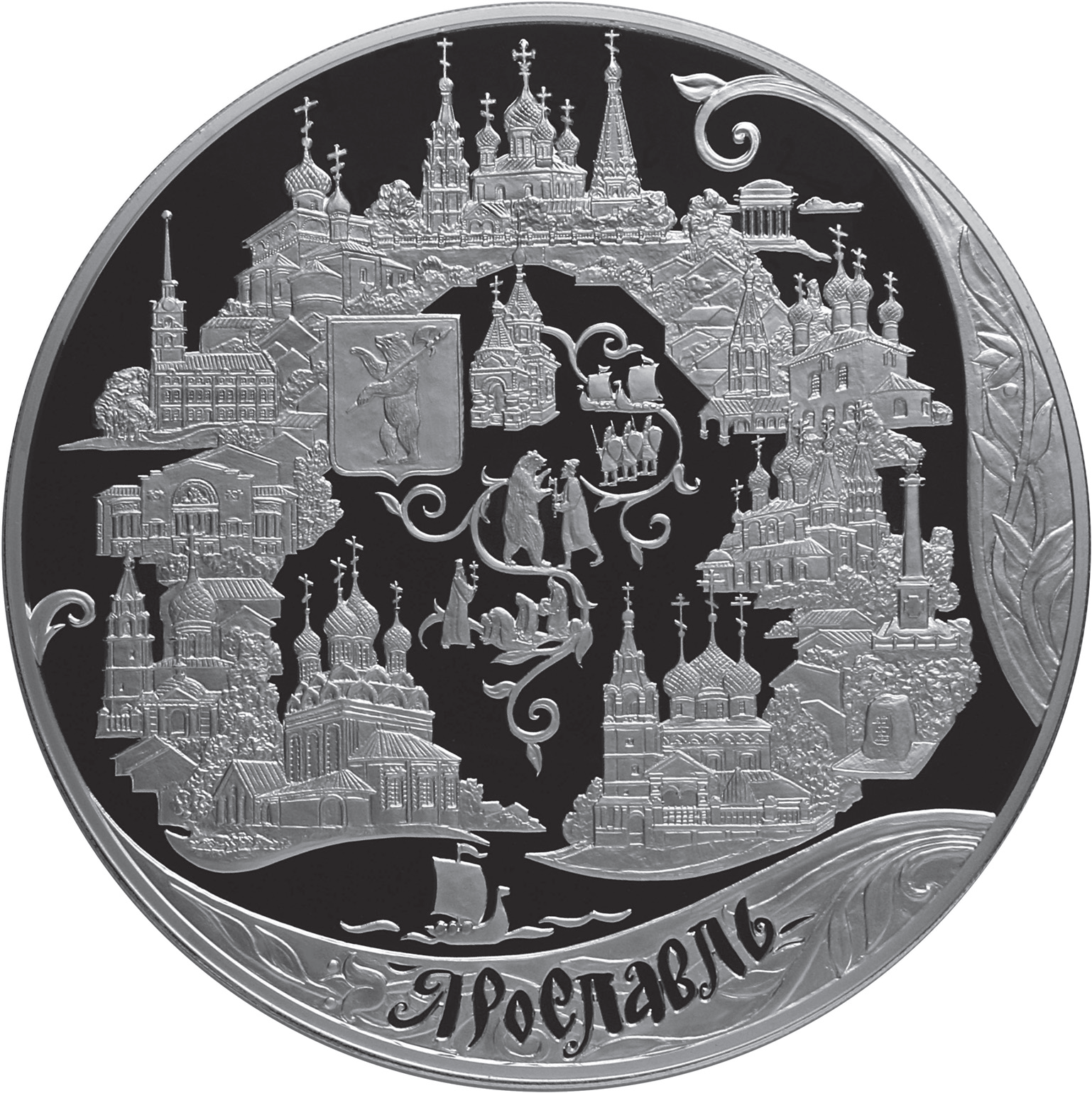
200 рублей с Архитектурной панорамой Ярославля

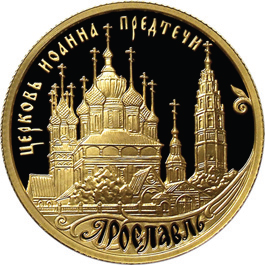
50 рублей с Церковью Иоанна Предтечи

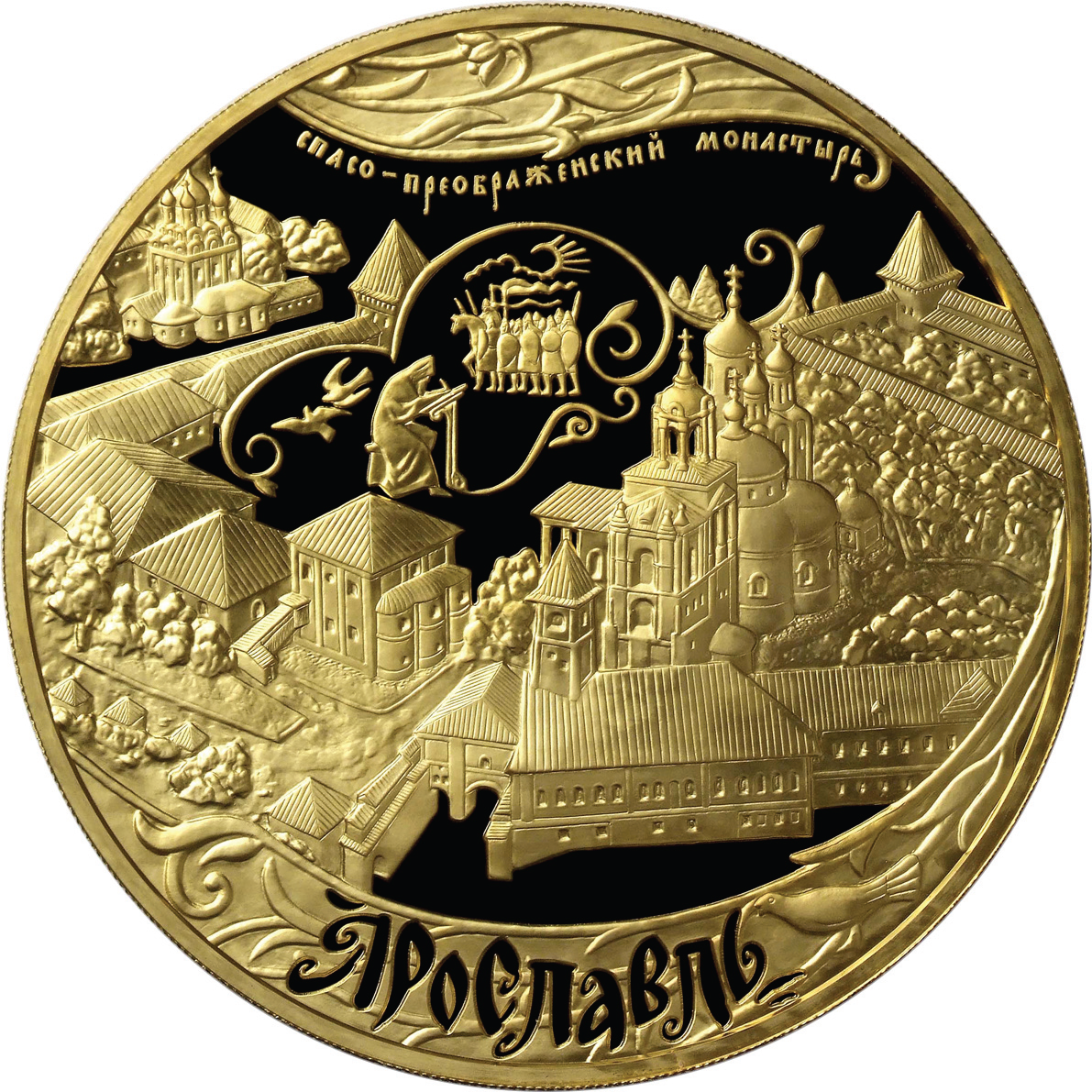
10 000 рублей со Спасо-Преображенским монастырём

12. Выпуск серии документальных фильмов об истории Ярославля (2008 год)[комм. 1]. В 2008 году выпущено 4 документальных фильма: о Некрасовском празднике поэзии, «Старинный Ярославль — древнерусский губернский город», «О 1000-летии Ярославля — Флоренции русского севера»; «Сказ о граде 1000-летнем или память о будущем»[28].
13. Съёмка исторического художественного игрового фильма «Ярослав. Тысячу лет назад», посвящённого основанию Ярославля[комм. 1]. Съёмки проходили в 2009 году в Тутаевском районе Ярославской области. Главную роль сыграл актёр Русского театра Эстонии Александр Ивашкевич. Также в фильме снялись Народный артист России Валерий Золотухин, медведь Стёпа, сыгравший ранее в фильме «Царь», и другие актёры[29][30].
14. Всероссийский фестиваль национальной культуры (Академия Российской культуры) (2010 год)[комм. 1].Успенский собор

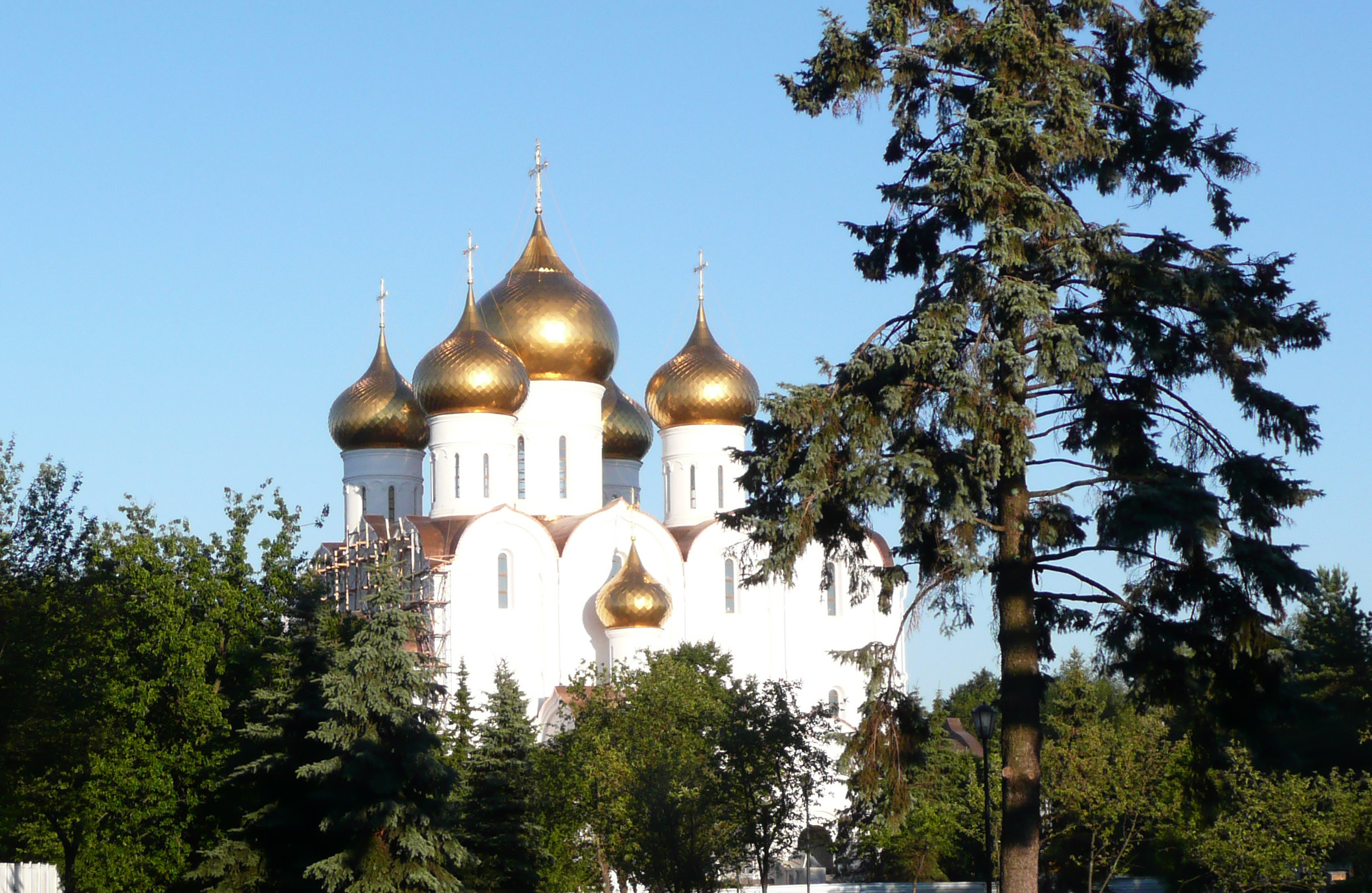
Успенский собор

15. Строительство Успенского кафедрального собора на Стрелке (2006—2010 годы). Строительство ведётся на средства компании ООО «Корпорация ВИТ», президент — Виктор Тырышкин. Собор будет освящён 12 сентября 2010 года, планируется приезд Патриарха.
16. Сохранение ансамбля Ярославской Большой мануфактуры (2007—2010 годы)[комм. 1].
17. Сохранение объектов культурного наследия — памятников культового зодчества (2006—2010 годы). В 2006—2007 годах работы велись на 10 объектах, в 2008 году — на 18, в 2009 году — на 21. Объекты: церковь Спаса на Городу, храмовый комплекс Николо-Мокринского прихода, церковь Михаила Архангела, церковь Вознесения, колокольня церкви Никиты Мученика, церковь Зосимы и Савватия, церковь Дмитрия Солунского, Фёдоровская церковь, ансамбль Кирилло-Афанасьевского монастыря и Спасо-Пробоинская церковь, храмовый комплекс в Коровниках, Николо-Рубленская церковь, Толгский монастырь, церковь Богоявления, Спасо-Преображенский монастырь, Ильинско-Тихоновская церковь, церковь Рождества Христова, церковь Ильи Пророка, церковь Иоанна Предтечи, церковь Николы Надеина, Сретенская церковь[31].
18. Сохранение объектов культурного наследия — памятников гражданской архитектуры (2006—2010 годы)[комм. 1]. В 2006—2007 годах работы велись на 6 объектах, в 2008—2010 годах — на 13. Объекты: Присутственные места (южный корпус), здание губернской гимназии, здание Благородного пансиона, Волжская (Арсенальная) башня, Власьевская (Знаменская) башня и церковь Знамения, Дом Салтыкова, Здание бывшей духовной консистории, Митрополичьи палаты, Дом-музей Л. В. Собинова, ансамбль Губернаторского дома, усадьба Вахрамеева, Дом Дунаева[32].
19. Реставрация музейных предметов и музейных коллекций, входящих в состав Музейного фонда Российской Федерации (2006—2010 годы)[комм. 1].Юбилейный мост на марке

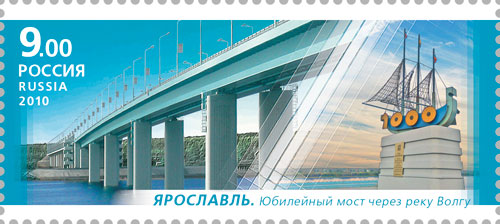
Юбилейный мост на марке

20. - Строительство 1-й очереди обхода Ярославля с мостом через реку Волгу, получившим название Юбилейный (2007—2010 годы)[комм. 2]. Мост с подходами длиной 1,7 км сдан в 2006 году. Дорожные развязки юго-западного обхода города будут сданы во втором квартале 2010 года. Обход позволит избавить Ярославль от транзитного транспорта[33].
  - Реконструкция юго-западной окружной дороги Ярославля (2008—2010 годы).
21. Реконструкция объектов Московского проспекта, который должен стать шестиполосным и иметь один подземный (у перекрёстка с улицей Большой Фёдоровской) и 2 надземных перехода (у Московского вокзала и при въезде в жилую часть города), и улично-дорожной сети (подъездные пути к основным объектам 1000-летия) (2007—2010 годы)[комм. 2], в том числе ремонт и капитальный ремонт улично-дорожной сети 36 улиц, ремонт старого и строительство нового моста через Которосль у Московского проспекта[34].
22. Следствием строительства нового моста должна стать разгрузка Богоявленской площади от транспорта за счёт района Которосльной набережной[35].
23. Строительство инновационного центра на Московском проспекте (2006—2010 годы). Финансирование шло из внебюджетных источников. В связи с финансовым кризисом приостановлено[36].
24. Реконструкция зданий и сооружений на площади Труда, являющихся основным местом проведения праздничных торжеств (2007—2010 годы), в том числе:
  - Реконструкция стадиона «Шинник» (1-я очередь, реконструкция трибуны «Южная»).
  - Реконструкция здания Ярославского государственного цирка.
25. Создание культурно-досугового комплекса «Спасская слобода» на исторической территории Николо-Мокринского прихода (2007—2010 годы), в том числе строительство Конгресс-холла и нового здания Ярославского планетария (культурно-образовательного центра им. В. В. Терешковой).
26. Создание паломнического центра Русской православной церкви (2007—2010 годы). Размещение гостиницы для паломников в здании на территории Толгского монастыря.
27. Строительство перинатального центра (2008—2010 годы). Акушерский стационар на 60 коек, 40 гинекологических коек, 40 коек для новорождённых с патологией, реанимация для новорождённых. Общая площадь — более 47 тысяч м²[37].
28. Строительство областной психиатрической больницы (2008—2010 годы). Вместо строительства новой больницы решили реконструировать здание старой, а строительство новой перенести на 2012 год[38].
29. Реконструкция и строительство здания для размещения училища культуры (2008—2010 годы).
30. Строительство концертно-зрелищного центра (2008—2010 годы). Залы на 1500 и 400 мест. Срок сдачи — сентябрь 2010 года[39].
31. Реконструкция здания Ярославского художественного училища (2008—2009 годы). Выполнены только проектные работы.
32. Берегоукрепление и благоустройство Волжской набережной (2008—2009 годы). В проекте активно участвовал «Газпром».

### Областное значение
Проекты, финансировавшиеся областным и городским бюджетами и из внебюджетных источников.

#### Строительство и реконструкция объектов
1. Восстановление кафедрального Успенского собора
2. Строительство пристройки к областному специализированному Дому ребёнка № 1 (ул. Моховая, д. 14) (2006—2007 годы).
3. Реконструкция кислородной станции ГУЗ ЯО «Областная клиническая больница» (2008 год).
4. Реконструкция перехода между зданиями № 1 и № 2 ГОУ ЯО ЦДЮ (пр. Дзержинского, д. 21) (2008—2010 годы).
5. Возведение мемориального комплекса, посвящённого 1000-летию основания г. Ярославля в рекреационной зоне, ограниченной улицами Андропова, Кирова и Нахимсона (2008—2009 годы).
6. Расширение и реконструкция канализации (III очередь) (2006—2008 годы).
7. Реконструкция котельной № 32 (2006—2007 годы).
8. Реконструкция здания ГА ЯО с пристройкой специализированного архивного хранилища (ул. Советская, д. 68) (2006—2010 годы).
9. Строительство и оснащение учебного центра подготовки специалистов индустрии сервиса (2008—2010 годы).

#### Ремонт объектов, благоустройство территории
1. Капитальный ремонт ограждений (2006 год).
  - Ярославский областной геронтологический центр.
  - Норский геронтопсихиатрический центр.
  - Красноперекопский психоневрологический интернат.
  - Красноперекопский дом-интернат № 1 для престарелых и инвалидов.
2. Монтаж системы горячего водоснабжения жилого корпуса, бани-прачечной Красноперекопского дома-интерната № 1 для престарелых и инвалидов (2006 год).
3. Капитальный ремонт здания ГУЗ ЯО «Областной онкологический диспансер» (2006 год).
4. Модернизация ГУЗ ЯО «Ярославская областная клиническая психиатрическая больница» (2006—2008 годы).
5. Капитальный ремонт корпусов ГУЗ ЯО «Областной противотуберкулёзный диспансер» (ул. Павлова, д. 12) (2006—2008 годы).
6. Капитальный ремонт корпуса № 3 ГОУ СПО ЯО Ярославского педагогического колледжа (ул. Маланова, д. 12а) (2006—2008 годы).
7. Комплексный капитальный ремонт здания ГОУ ЯО ЦРТДЮ (2006—2009 годы).
8. Капитальный ремонт здания (ул. Трефолева, д. 22) (2006 год).

### Городское значение
Объекты финансировавшиеся городским бюджетом и из внебюджетных источников.
- Восстановление Демидовского столпа в 2005 году[41].
- Строительство лечебного корпуса МУЗ КБ СМП имени Н. В. Соловьёва.
- Реконструкция сквера и фонтана у часовни Александра Невского. За тысячу дней до Тысячелетия, 15 декабря 2007 года, здесь были установлены часы, ведущие обратный отсчёт до юбилея[42].
- Строительство Ярославского зоопарка. Открыт 20 августа 2008 года. К лету 2010 года в нём содержится более 1500 животных 650 видов. Общая площадь зоопарка составит более 200 га.[43]
- Расселение ветхого и аварийного жилья.[44] Проект выполнен только на 5-6 %[45].
- Строительство и реконструкция детских дошкольных образовательных учреждений. В 2007 году открыты 2 учреждения: на 280 мест в 5-м микрорайоне жилого района «Сокол», на 150 мест в 6-м микрорайоне жилого района Брагино. В 2008 году — на 220 мест на улице Красноборская. В целом проект не реализован.
- Строительство храма Святителя Тихона в Брагине.
- Спортивные здания и сооружения:
  - Реконструкция ледового дворца спорта «Торпедо». Открыт 14 сентября 2009 года. К ледовой площадке добавились спортивные и тренажёрные залы, залы для занятий боксом и греко-римской борьбой.
  - Мини-футбольные поля. Функционирует 13 штук.
  - Физкультурно-оздоровительные комплексы: 10 штук, в том числе 1 легкоатлетический манеж и 2 ледовых ФОКа.
- Реконструкция объектов конно-спортивного комплекса.
- Строительство въездной арки «Московские ворота» на Московском проспекте. Проект отменён.
- Парк имени 1000-летия Ярославля. Заложен на берегу Которосли. Первые деревья (липы, ели, туи) были посажены 14 сентября 2009 года[46].
- Конкурс студенческих научных работ «Ярославль на пороге тысячелетия», проходивший в 2007—2010 годах[47][48].
- Введение единой бело-синей формы для работников общественного транспорта[49][50].
- Присуждение нескольким людям звания «Почётный гражданин города Ярославля».
- 2 июня 2010 года муниципалитетом Ярославля учреждён Юбилейный знак «За подготовку к 1000-летию города Ярославля». Будет вручено не более 1500 штук. Знак имеет форму овального венка из дубовых и лавровых ветвей, переплетён синей лентой с надписью: «1010», «За достойные дела», «2010». Центральная часть — щит герба Ярославля. Верхняя часть — эмблема 1000-летия. Материал — серебро 925 пробы с позолотой и включением цветной эмали[51].

### Прочие

#### Акции

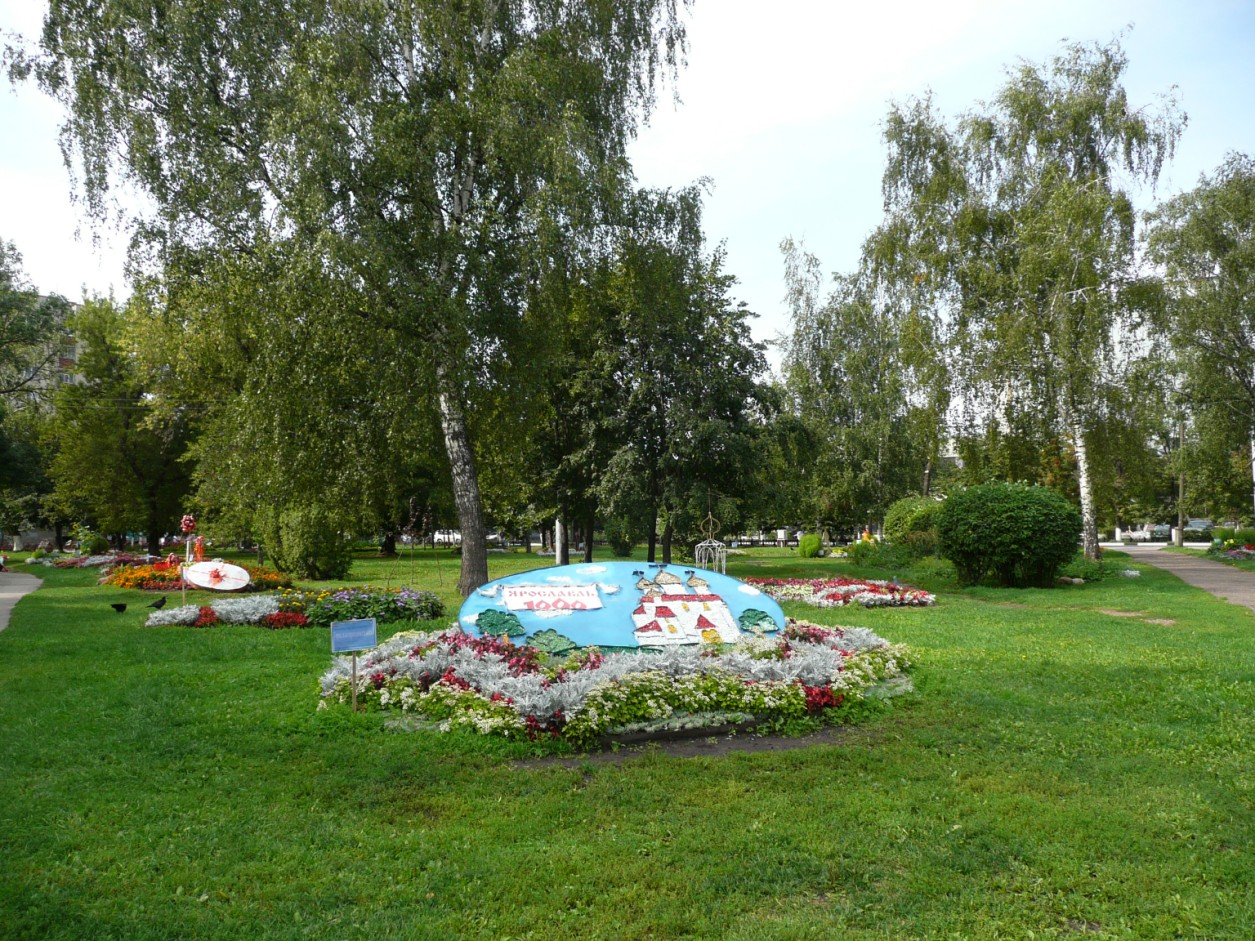
Один из городских скверов в канун 1000-летия города

- В 2008 году один из астероидов Главного пояса Солнечной системы получил имя «Ярославль». Присвоение сопровождалось поздравлениями жителей города с грядущим юбилеем[52].
- 1000-летнему юбилею основания города Ярославля была посвящена 54-я Российская антарктическая экспедиция. Группа из 6 ярославцев (механики-водители, системный администратор, метеоролог и повар) с апреля 2009 по май 2010 года находилась на станции «Новолазаревская», доставив туда флаг 1000-летия Ярославля[53].
- 20 августа 2009 года 14 альпинистов из Ярославля, Москвы, Костромы, Рыбинска, Переславля и Ростова совершили первовосхождение на безымянную вершину высотой 3750 м, расположенную в горах Центрального Кавказа в Карачаево-Черкесии около ущелья Адыр-Су и альпинистской базы «Уллу-Тау». 6 февраля 2010 года решением правления Федерации альпинизма России вершине было присвоено имя 1000-летия города Ярославля[54]. 10 июля 2010 года начался альпинистский фестиваль, посвящённый тысячелетию Ярославля. Участники из 24 городов совершили восхождение на вершину тысячелетия[55][56].
- 13 июля в Ярославле стартовал ярославский этап межрегионального автопробега «Большая Волга», посвящённый 65-летию Победы в Великой Отечественной войне и 1000-летию Ярославля[57].
- Ярославский судостроительный завод к юбилею ещё в процессе строительства присвоил с согласования с заказчиком — Министерством транспорта — трём новым водолазным суднам имена городов Ярославской области: «Ярославль», «Ростов Великий» и «Углич»[58].
- Народный артист России композитор Александр Морозов на стихи ярославского поэта Александра Шемякина написал к юбилею гимн «Мой Ярославль», который будет впервые исполнен на концерте в августе[59].
- Урок России, проходящий в День знаний, в 2010 году будет посвящён Ярославлю: для ярославцев он будет называться «Древний город, устремлённый в будущее», для остальных школьников — «Ярославль у истоков российской истории»[60].

#### Площадка для внешних мероприятий

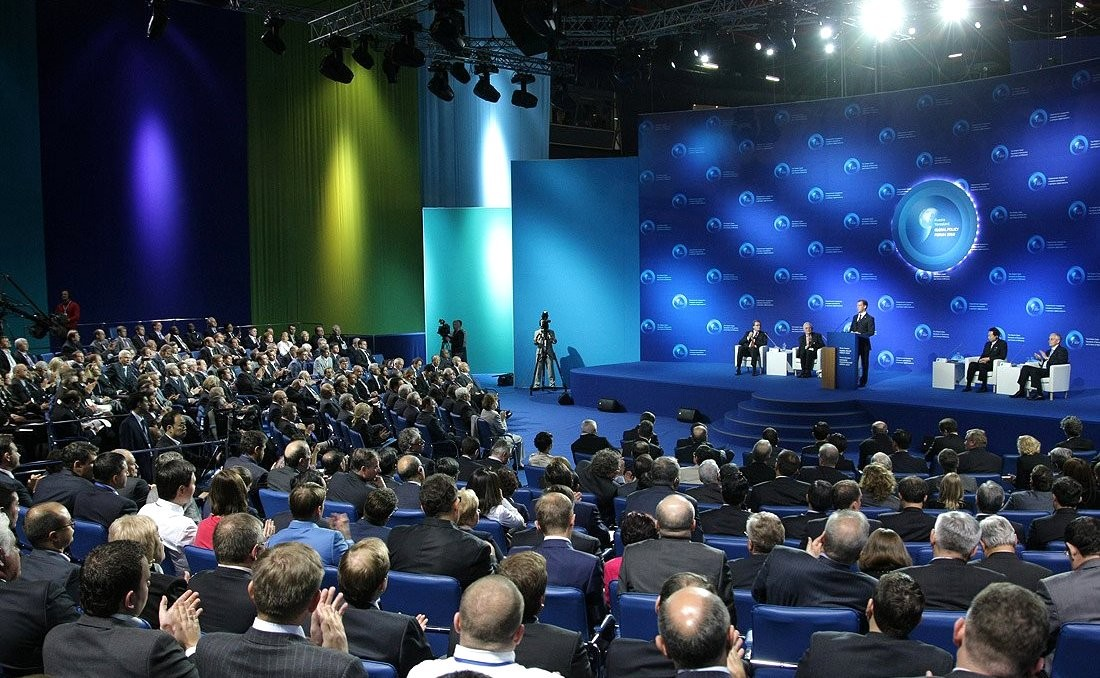
Пленарное заседание мирового политического форума «Современное государство: стандарты демократии и критерии эффективности»

В связи с 1000-летием города, Ярославль был выбран площадкой для проведения ряда мероприятий, в том числе:
- 9 и 10 сентября 2005 года в Ярославле прошёл IV чемпионат мира по «Что? Где? Когда?», включённый в программу празднования 1000-летия города[61].
- Международная конференция «Современное государство и глобальная безопасность», прошедшая в «Арене-2000» 14 сентября 2009 года; в ней приняли участие более 500 представителей 18 стран, в том числе президент России Дмитрий Медведев, премьер-министр Испании Хосе Луис Родригес Сапатеро, премьер-министр Франции Франсуа Фийон[62][63].
- В ноябре 2009 года прошло награждение финалистов Всероссийского конкурса активистов и руководителей детских и молодёжных организаций «Лидер XXI века»[64].
- В марте 2010 года в легкоатлетическом манеже на улице Чкалова прошёл 60-й чемпионат России по самбо[65].
- В мае 2010 года в Ярославле прошла международная конференция «Европейская молодёжь и культурное наследие прошлого», организованная Лицеем № 86[66].
- 7 июля 2010 года в Ярославле прошёл чемпионат России по автомоделированию[67].
- 12 июля 2010 года в селе Вятское Ярославской области начался Международный лагерь «Содружество. Память поколений», посвящённый 1000-летию Ярославля[68][69].
- 6-8 августа 2010 года на аэродроме «Левцово» прошёл I Международный фестиваль музыки и развлечений «Доброфест». Хедлайнерами концертной программы были исполнители «Приключения электроников», «Кирпичи», «Пилот», «Ляпис Трубецкой», «Птаха»; в связи с административным арестом лидера сорвалось выступление Noize MC. Действовали зона исторической реконструкции «Страна Гардарика», парк развлечений «Район-X», парк архитектурных сооружений «Парк Креативити», фотовыставка «Фотомикс»[70].
- 12-18 августа 2010 года прошёл I Международный форум по пчеловодству «Медовый пир»[71].
- 27-29 августа 2010 года в Переславском районе пройдёт чемпионат России по драйвингу[72].
- 4-6 сентября 2010 года пройдёт IX летняя Спартакиада Союза городов Центра и Северо-Запада России. Помимо прочих выступят несколько участников Олимпийских игр 2008 года в Пекине, трое Заслуженных мастеров спорта и более тридцати мастеров спорта международного класса[73].
- 9-10 сентября 2010 года в «Арене-2000» пройдёт Мировой политический форум «Современное государство: стандарты демократии и критерии эффективности», в котором примут участие около 500 человек из более чем 30 стран мира, в том числе президент России Дмитрий Медведев и главы ряда иностранных государств[74][75][76].
- В III—IV квартале 2010 года планируется проведение заключительного этапа межрегионального конкурса «Мисс Туризм Золотого кольца»[72].

#### Приуроченные некоммерческие проекты
1000-летию Ярославля были посвящены многие мероприятия, проводимые в юбилейные годы в Ярославле.
- Выставочные проекты «Древний город, устремлённый в будущее!», Передвижная выставка, посвящённая 1000-летию города Ярославля[77], «Ярославль. Первое тысячелетие. 1010—2010 гг.»[72].
- Ежегодные городские конкурсы-экспозиции «Достижения молодых», «Ярославль в цвету», «Дети — 1000-летию»[78][79].
- Проект Ярославского музея-заповедника «Ярославская слобода», посвящённый 1000-летию и рассказывающий об исторических районах города[80].
- Международная научная конференция «Город в античности и средневековье: общеевропейский контекст»; 25-29 мая 2009 года, приняли участие исследователи из России, Латвии, Германии и Канады; организаторы — Научно-образовательный Центр антиковедения Ярославского государственного университета и Институт всеобщей истории РАН[81][82].
- Номинация «Реконструкция древнерусского костюма», посвящённая 1000-летию Ярославля, на всероссийском конкурсе «Русский костюм на рубеже эпох» 2008 года[83].
- Посвящённый 1000-летию города проект Ярославского музея-заповедника «Школа Ярослава Мудрого»: лекции и обзорные экскурсии, раскрывающие историю города и его архитектуру (2010 год).[84]
- Прошедший в марте 2010 года цикл концертов Эдуарда Дядюры в честь 1000-летия Ярославля.[85]
- 6 апреля 2010 года в рамках Московского пасхального фестиваля в Российском академическом театре им. Волкова прошёл концерт, посвящённый 1000-летию города и 790-летию Александра Невского.[86][87]
- С 25 по 30 мая 2010 года в городе второй раз прошёл Международный фестиваль музыки Юрия Башмета, на этот раз посвящённый 1000-летию. Участвовали молодые музыканты из России, Германии, Венгрии, Сербии, Италии, Азербайджана и Аргентины.[88]
- Дни Ярославля, посвящённые 1000-летию города, прошли с 23 по 27 июня 2010 года в Чечне — художественная выставка ярославских мастеров в выставочном зале Национального музея Чеченской Республики, фотовыставка «Ярославль многоликий» в Государственном театрально-концертном зале Грозного, совместный концерт ярославских и чеченских артистов.[89]
- 1-15 июня 2010 года в Ярославском художественном музее прошла выставка Великой княгини Ольги Александровны «Августейшая художница».[72]
- 16 июня 2010 года на стадионе «Спартаковец» прошёл бесплатный Концерт рок-музыкантов к 1000-летию города Ярославля, организованный журналистом Артемием Троицким к своему 55-летнему юбилею (Троицкий в Ярославле родился и жил в младенчестве). Участвовали Юрий Шевчук, «Барто», пианист Юрий Розум, «Мегаполис», Людмила Петрушевская (как джаз-исполнительница), «Отзвуки Му», «Браво», Noize MC и др.[90]
- 19-21 июня 2010 года прошли Международные дни джаза «Союз нерушимый».[72]
- 24 июня 2010 года в Ярославле выступал американский женский хор (45 школьниц) из Филадельфии. Этот день в самой Филадельфии объявлен Днём тысячелетия Ярославля.[91]
- С 12 июля по 22 августа 2010 года проходит выставка Народного художника России Николая Мухина, включённая в план международных и общероссийских мероприятий, посвящённых юбилею Ярославля.[92]
- 30 июля 2010 состоялось открытие памятника лётчику Амет-Хану Султану, приуроченное к 65-летию Победы в Великой Отечественной войне и 1000-летию Ярославля.[93][94]
- Международный шахматный фестиваль «Ярославль-1000» прошёл 2-9 августа 2010 года: состоялись взрослый и детский турниры по классическим шахматам, турнир по быстрым шахматам, блиц-турнир. Почётный гость — Борис Спасский; приняли участие гроссмейстеры Марат Джумаев, Алексей Коростылёв, Олег Куликов, Сергей Округин, Геннадий Туник, Тимур Хакимов. Всего участвует более ста человек.[95][96]
- В Заволжском районе города перед 1000-летием пройдёт трёхдневный всероссийский фестиваль исторической реконструкции, посвящённый основанию Ярославля.[97]
- С 28 августа по 12 сентября 2010 года в городе будет проходить Научно-образовательный форум «Сохранение и возрождение духовного и культурного наследия России. 1000-летию Ярославля посвящается».[72]
- 1-2 октября 2010 года состоится Межвузовский бильярдный турнир.[72]
- Международная научно-практическая конференция «Безопасность городской среды» пройдёт 12-13 октября 2010 года. Организатор — Ярославский государственный педагогический университет им. К. Д. Ушинского.[98]
- 2-3 ноября 2010 года в рамках юбилейных мероприятий состоится приуроченный к Дня народного единства Международный форум «Инновации. Бизнес. Образование — 2010», посвящённый ускоренному переводу региональной экономики на инновационный путь развития.[99]

#### Приуроченные коммерческие проекты
- Открытие в 2008 году посвящённого медведям музея «Топтыгин дом» в городе Пошехонье Ярославской области было приурочено к юбилею.[100][101]
- Строительство 5 гостиниц: гостиница от Правительства Москвы в начале Московского проспекта «Святой Георгий»; гостинично-развлекательный комплекс «Минин и Пожарский» у Московского вокзала; туристический комплекс в Тропинском проезде; гостинично-развлекательный комплекс «Волжская жемчужина» на дебаркадере у Волжской набережной; гостиница «SK-ROYAL» на Которосльной набережной.[102] Строительство большинства из них не будет завершено к юбилею.
- К 1000-летию города приурочены открытия ряда торгово-развлекательных центров: «Тандем» на Полушкиной Роще[103], ТРЦ «Рио» между Тутаевским шоссе и Ленинградским проспектом рядом с развязкой Юбилейного моста, досуговый центр в парке Победы в Брагине[104].
- Ярославский ликёро-водочный завод организовал выпуск подарочной водки «Тысячелетие» и «Ярослав Мудрый».[105] «Балтика — Ярославль» к юбилею приурочила выпуск нового сорта — «Ярпиво Живое».[106]
- Выпуск сувенирной продукции.[107][108][109]

#### Вклад меценатов

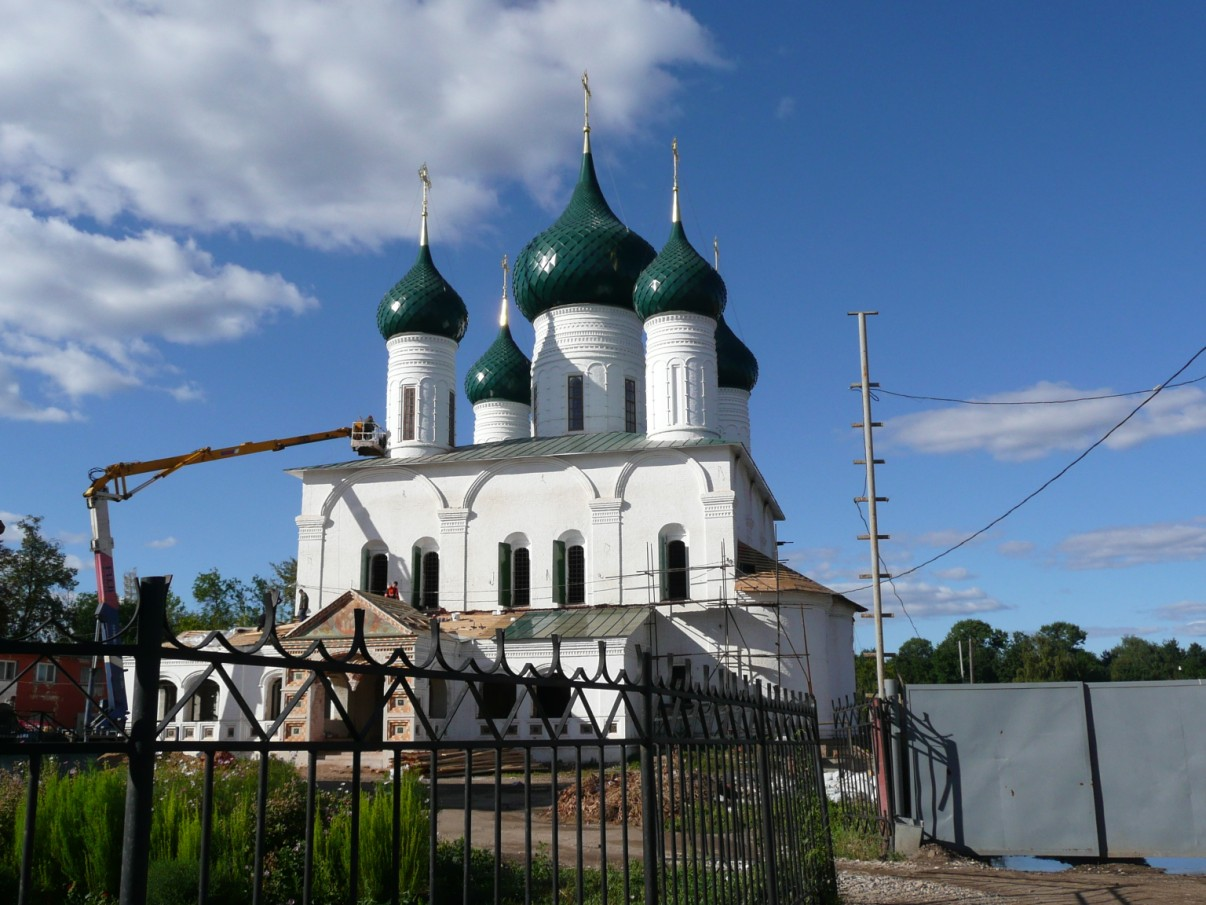
Идёт реставрация Вознесенской церкви XVII века

Среди меценатов, внёсших свой вклад в 1000-летие города наибольшую известность получил Виктор Тырышкин, на средства которого был построен Успенский собор. Компания «Газпром» участвовала в перестройке Волжской набережной и сооружении на нижней Стрелке Памятника 1000-летию Ярославля и трёх светомузыкальных фонтанов. Проект памятника разработал коллектив из Москвы под руководством М. Н. Точёного. Это обелиск на постаменте, окружённый важнейшими персонажами истории города. Депутат Ярославской областной думы Владимир Галагаев финансировал восстановление ансамбля Вознесенско-Сретенского прихода, закупку оборудования для музея космонавтики в планетарии. Председатель совета директоров «Ярославского техуглерода» Владимир Орлов спонсировал работы в Казанском соборе и установку на Стрелке Колокола тысячелетия Ярославля, сделанного Тутаевским колокололитейным заводом Николая Шувалова. «Сбербанк России» выделил 15 млн рублей на купол звёздного неба планетария. «Промсвязьбанк» выделил 2,5 млн рублей на благоустройство парка 1000-летия, «Макдоналдс» оплатил детские площадки там же, фонтаны в парке помогли строить Ярославский шинный завод, компании «Ташир» и «Промстроймонтаж». «Бинбанк» помогал в реконструкции Областной детской клинической больницы и Областного специализированного дома ребёнка № 1, закупке оборудования в Областной госпиталь ветеранов войн, создании парка 1000-летия Ярославля — всего 1,1 млн рублей.
Внебюджетные средства использовались при строительстве и реконструкции зоопарка, культурно-образовательный центр имени В. Терешковой, храма Святителя Тихона и др.
В рамках подготовки к 1000-летию в городе установлены 3 новых скульптуры медведя — ярославского геральдического животного: рычащий медведь на Первомайской улице напротив Ярославского музея-заповедника на средства Совета меценатов Ярославии; медведь в натуральную величину с рыбой в руках (символ города в XVI веке) работы Зураба Церетели в парке 1000-летия Ярославля, это почти полная копия (есть небольшие отличия в «мохнатости» и положении поднятой лапы) творения автора в Александровском саду в Москве; небольшая деревянная фигурка рядом с дворцом культуры «Нефтяник», украшающая каштановую аллею, посаженную на средства предпринимателей Красноперекопского района города. В преддверии 1000-летия Совет меценатов Ярославии установил скульптуру штукатура Коли и сантехника Афони в память о том, что в городе снимался знаменитый фильм «Афоня».

#### Инициатива простых граждан
- Ярославский фотограф Юрий Барышев подарил к 1000-летию Ярославля Музею истории города свой фотоархив за 45 лет профессиональной работы в прессе.[119]
- Родившаяся в Ярославле школьница, ныне живущая в городе Усть-Лабинске Краснодарского края, соорудила денежное дерево-рябину высотой 2 м 30 см и массой 63,2 кг из водопроводной трубы, арматуры, 1 075 720 бисеринок и тысячи 1- и 10-копеечных монет. На изготовление ушёл год. Конструкцию, посвящённую 1000-летию Ярославля, зарегистрировали в 2010 году в Книге рекордов России в номинации «Самое большое денежное дерево из бисера».[120][121]
- Два ярославца в 2010 году к юбилею города соорудили на проспекте Ленина необычную клумбу в форме восьмиметровой ящерицы.[122]
- На тысячелетие мастер из Томска Александр Соболев подарил Вознесенско-Благовещенскому приходу Ярославля кованую карету.[123]

## Проблемы, неудачи и критика подготовки
В связи с недостаточностью финансирования, вызванной в том числе Мировым экономическим кризисом, ряд первоначальных планов были изменены, особенно сильно пострадали проекты, финансирующиеся местными властями и инвесторами. По многим объектам наблюдался значительный разрыв фактических и запланированных сроков сдачи; значительное превышение бюджетов. В частности было отменено строительство Карабулинской развязки, въездных ворот в конце Московского проспекта. Сильно сокращены музейные мегапроекты, остановлено строительство инновационного центра, реконструкция Петропавловского парка, строительство галереи «Золотое кольцо» на улице Свободы, делового центра «Ярославль-сити», перенесено строительство областной психиатрической больницы, новых детских садов (нехватка которых значительна). Проходившая в Ярославле в течение 5 лет ярмарка «Ярославская масленица — Главная масленица страны» в 2009 году была отменена, вместо неё прошли только мероприятия районных уровней; режиссёру гуляний Александру Панкову пришлось продать принадлежащий ему бренд «Главная масленица страны» Пскову, где в 2010 году и прошли соответствующие мероприятия. К сентябрьским торжествам не успеет закончится строительство перинатального центра (которое к тому же сокращено, например, не будет обсервационного комплекса), строительство и оборудование планетария, нового корпуса Соловьёвской больницы, строительство храма Святителя Тихона, надземных переходов на Московском проспекте, строений на территории стадиона «Шинник». Затянулся ремонт дорог, строительство гостиниц (из 7 планировавшихся будет открыто к юбилею только 3), реконструкция памятников архитектуры, кроме того выделенных на последние денег зачастую хватает только на приведение в порядок внешнего вида и установку «заплаток». В оправдание первый заместитель губернатора Владимир Ковальчук в августе 2010 года заявил, что задачу всё успеть к торжеству никто и не ставил. 

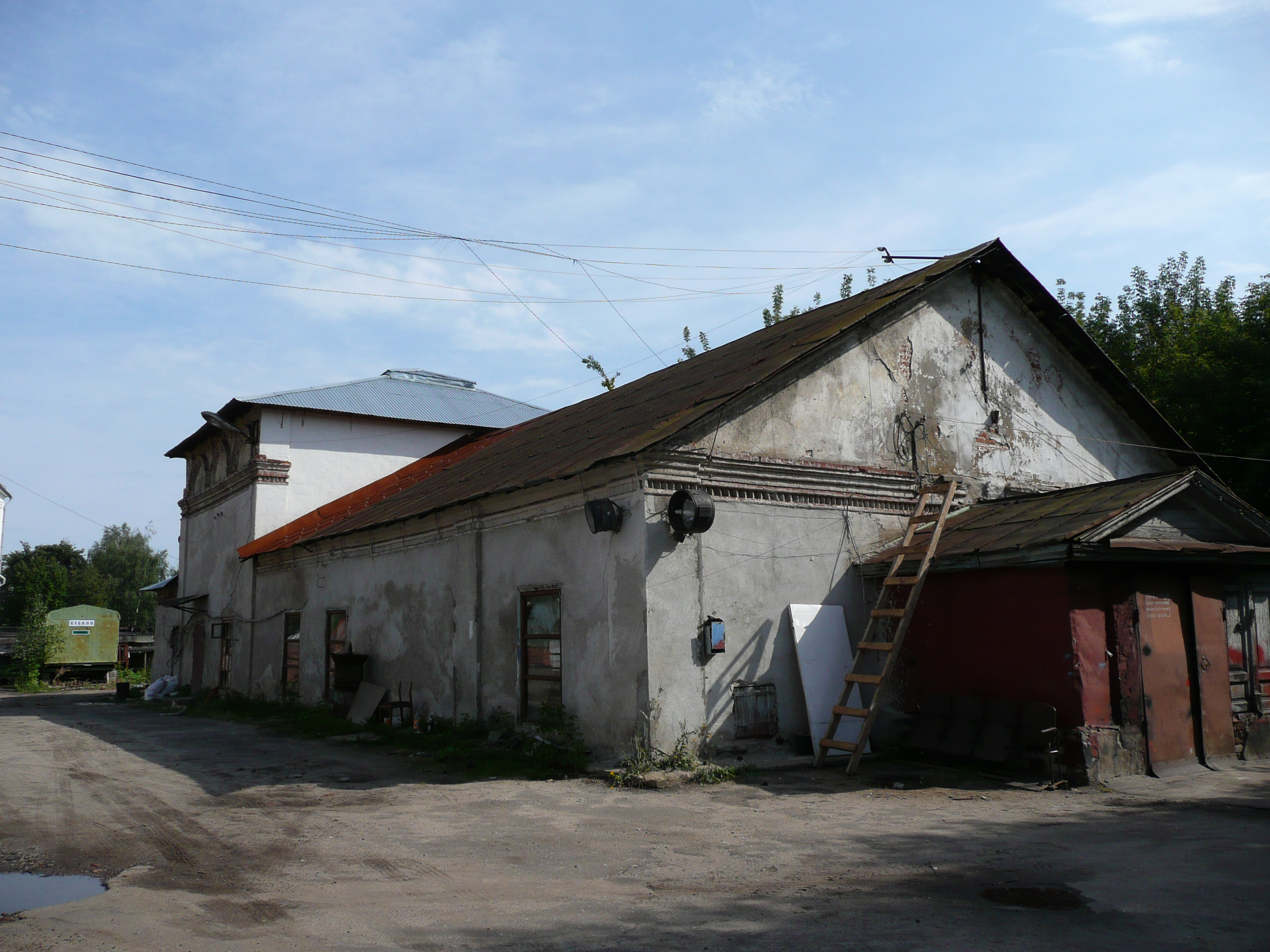
Козьмодемьянская церковь (1722), реставрация которой планировалась к 1000-летию, в сентябре 2010 г. по-прежнему пугает туристов в центре города своим неухоженным видом

Нехватка средств вынуждала город экономить, например, используя более дешёвые материалы для строительства, отказывая в ремонте и строительстве социальных объектов. В связи с задержками финансирования многие работы приходилось вести в ненормально ускоренном режиме и в неудобное время года. Недостроенные и просто неприглядные объекты (например, здание Ярославской кондитерской фабрики, недостроенную гостиницу «Чайку», баню на улице Свободы) было решено задрапировать социальной рекламой. Между тем, дорожное покрытие менялось не только там, где оно действительно устарело, но и там, где оно было ещё почти новым, например на проспекте Фрунзе. Чтобы не замораживать стройки ярославским властям пришлось брать крупные кредиты, приведшие в 2009 году к самому большому в Центральном федеральном округе дефициту бюджета (около 2 млрд рублей). Кроме того, город занял денег у собственных бюджетных организаций.
Даже в период подготовки к юбилею охрана памятников архитектуры зачастую велась ненадлежащим образом. Один из самых громких проектов 1000-летия — новый Успенский собор на Стрелке — подвергся критике как, будучи очень большим и не типичным для местных архитектурных традиций, изменяющий общий вид исторического центра города, являющегося объектом Всемирного наследия ЮНЕСКО; опасения были высказаны в том числе на 33-й сессии Комитета Всемирного наследия ЮНЕСКО.

Практическим полным разрушением закончилась «реставрация» дома Понизовкиных. Ненадлежащим образом выполнялись охранные обязательства по дому № 17д на улице Свободы, проводились без разрешения работы на Первомайской 33-35; обратила на себя внимание попытка перестроить без согласования подвал дома Гарцевых (Депутатская, 7) под кафе с новым входом со стороны фасада здания. Массовые земляные работы в исторической части города могли бы сопровождаться археологическими раскопками, однако средств на полноценное исследование памятника археологии не нашлось. 

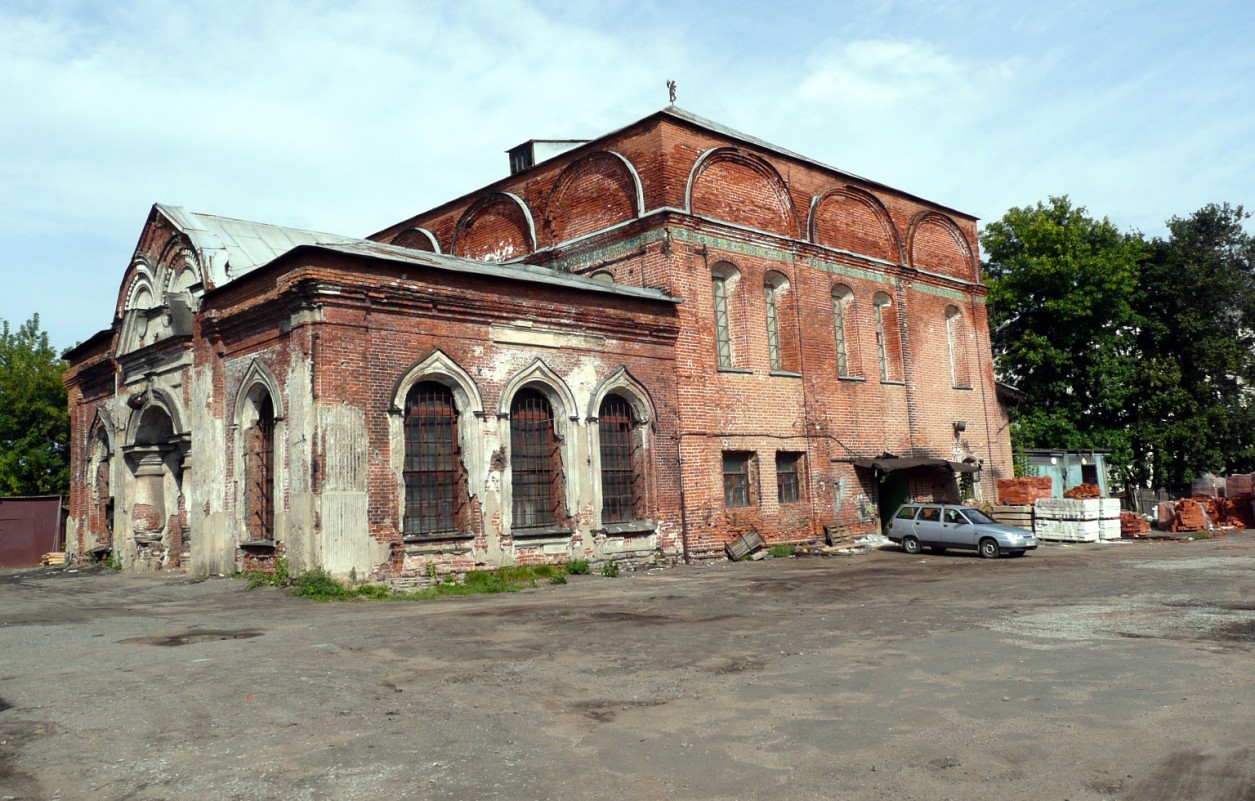
Крестовоздвиженская церковь, выстроенная при Алексее Михайловиче, в дни юбилейных празднований

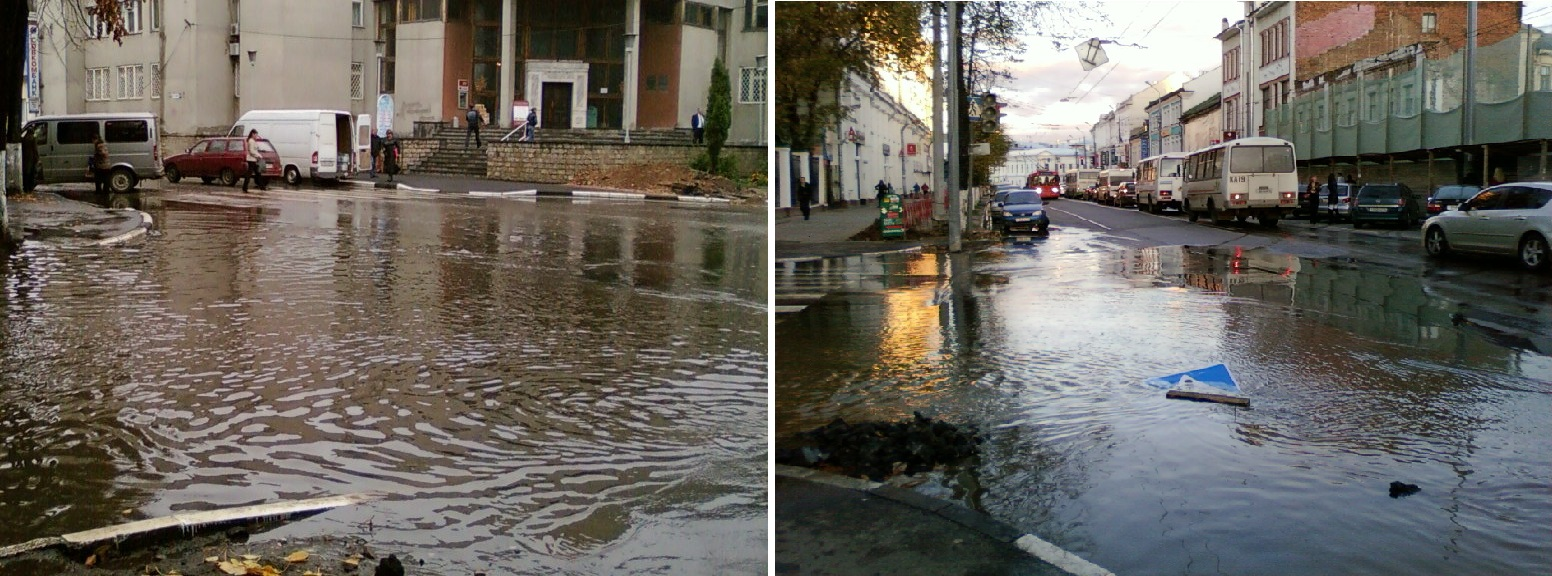
Перекрестки улицы Собинова с улицами Пушкина (слева) и Свободы (справа), затопленные дождевой водой в ноябре 2010 г. по причине несоблюдения технологии ремонта дорожного покрытия.

Результатом массового ремонта и строительства дорог и мостов стали перекопанные улицы и долговременное ограничение движения в центре города, вызвавшие постоянные пробки на основных магистралях, ситуация осложнялась не всегда заблаговременно объявляемым изменением маршрутов общественного транспорта, заграждением объездов жителями дворов, через которые пришлось двигаться автомобилям. Качество и скоординированность ремонтных и строительных работ зачастую оставляли желать лучшего. Недовольство местных жителей вызвало строительство нового моста через Которосль, благодаря которому тихая Которосльная набережная превратится в транспортный центр; кроме того в связи со спешкой, работы велись без учёта времени суток. В результате ремонта старого и строительства нового моста через Которосль у Московского проспекта в реке было значительно превышено содержание тяжёлых металлов и вредных химических соединений, как следствие было запрещено купание на Центральном пляже. Кроме того, акваторию загрязняли рабочие, моющиеся и стирающие в реке.
К 1000-летию планировалось расселить 65 тысяч м² ветхого и аварийного жилья, но удалось только 5-6 %. Когда не оправдались надежды на участие в программе федеральных средств, пришлось осуществлять расселение с помощью заинтересованных инвесторов, однако они не смогли осуществить задуманное, в том числе по причине экономического кризиса. Абсолютное большинство программ было связано с центром города и путями проезда к нему извне, тогда как в остальных районах подготовка к 1000-летию практически не велась. «Благоустройство» города сопровождалось уплотнительной застройкой дворов в старых районах, в том числе в исторической части города, уничтожением зелёных насаждений. При подготовке к юбилею слабо велась работа с общественностью, её информирование.
Объявив войну несанкционированной уличной рекламе, город не смог отказаться на время юбилея от рекламы законной. Вместо 765 конструкций, по которым поданы иски в суд, может быть установлено около 250—300 новых, правда ограниченного размера 1,5×1,5 м.
Критику вызывали воплощения некоторых объектов, в том числе памятник 1000-летию, сравнённый с телеграфным столбом, скульптура медведя работы З. Церетели, сравнённого с орангутаном..
Планировалось, что в 2010 году Ярославль станет центром празднования Дней славянской письменности и культуры, но в 2009 году оргкомитет праздника решил, что отныне основные мероприятия будут проходить всегда в Москве. В Ярославле прошли мероприятия областного масштаба.
В прессе отмечалось, что хорошим подарком на 1000-летие Ярославля могло бы стать чемпионство в КХЛ местной хоккейной команды «Локомотив», занимавшей в 2008 и 2009 годах вторые места; однако в 2010 году клуб смог дойти только до полуфинала.
Организаторы праздничных мероприятий, неожиданно для них, за 2 месяца до торжеств столкнулись с требованием Всероссийской организации интеллектуальной собственности выплатить значительную сумму за планирующееся использование на празднике фонограмм, защищённых авторским правом.

## Торжества 10—12 сентября 2010 года

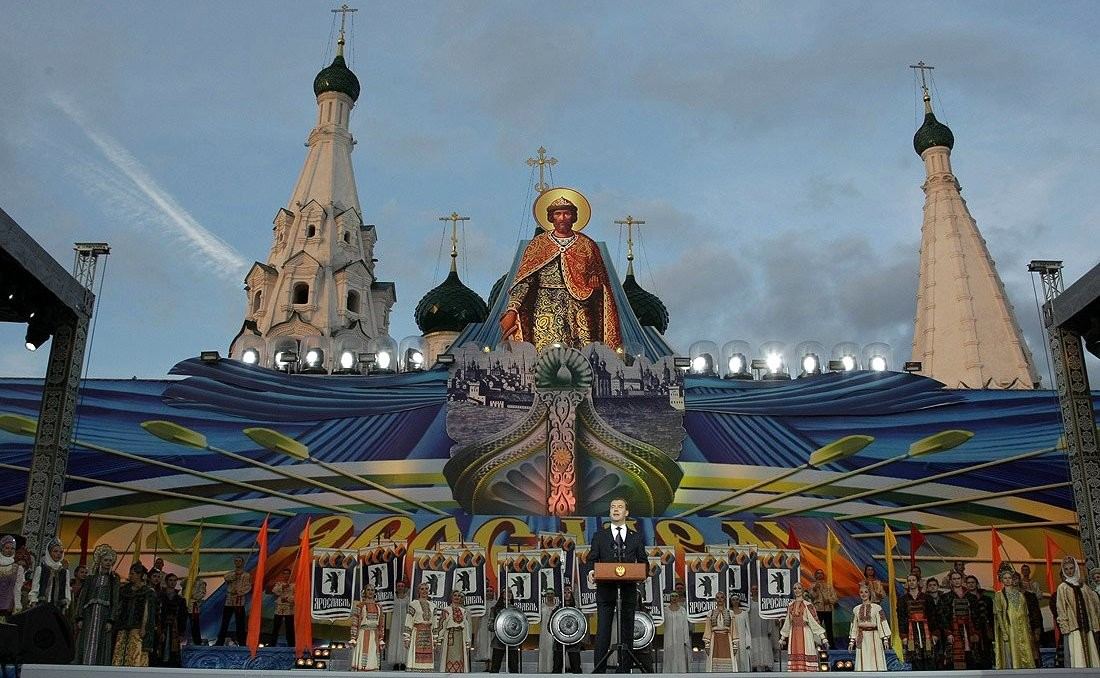
Выступление Дмитрия Медведева на концерте на Советской площади

10—12 сентября 2010 года (пятница-воскресенье) проводились мероприятия международного и общегосударственного уровня, праздничные мероприятия («День города — 2010») и церемонии открытия объектов 1000-летия.
Правопорядок во время Мирового политического форума и юбилейных торжеств обеспечивали 5260 человек, в том числе 1,5 тысячи военнослужащих внутренних войск, 500 бойцов спецподразделений и 40 кинологов со служебными собаками. В праздничные дни доступ к основным объектам 1000-летия (в первую очередь, «Арена-2000», Советская площадь и район Стрелки) и в зоны вокруг них был закрыт для личного транспорта, а местами даже перекрыт для пешеходов, в связи с чем начальник областного УВД Николай Трифонов порекомендовал обычным горожанам провести праздник на даче.
В прессе было отмечено, что программа празднования довольно «скудная», тем более что вход на наиболее интересные мероприятия по приглашениям.

## Комментарии
1. 1 2 3 4 5 6 7 8 9 10  Финансирование осуществляется в пределах средств, предусмотренных Минкультуры России на соответствующий финансовый год, включая ассигнования, предусмотренные на реализацию федеральной целевой программы «Культура России (2006—2010 годы)».
2. 1 2  Строительство объекта осуществляется в рамках федеральной целевой программы «Модернизация транспортной системы России (2002—2010 годы)».
3. ↑  Так, в 2009 году объёмы производства в промышленности снизились почти на 20 %. 635 предприятий заявили об увольнении сотрудников, сокращении рабочей недели и введении дополнительных отпусков, почти 10 тысяч человек покинули производство, уровень безработицы составил 2,3 %.